# Blanchinus (cráter)
Blanchinus es un cráter de impacto que se encuentra en las escarpadas tierras altas del centro-sur de la Luna. Adyacente al sur del cráter Werner, el cráter La Caille está unido a su borde noroeste. Al oeste se halla la destacada formación del cráter Purbach.
El borde exterior de Blanchinus se ha degradado significativamente por impactos posteriores, dejando un anillo irregular, con muescas de escarpadas colinas y crestas. El suelo interior, por el contrario, es casi plano y libre de impactos significativos. Solo unos pocos cráteres minúsculos marcan la superficie interior, con Blanchinus M situado cerca del punto medio y el resto de cráteres satélite más alejados.
Durante unas horas antes del primer cuarto lunar, el borde del cráter contribuye a la formación del fenómeno visual denominado "X lunar".

## Cráteres satélite

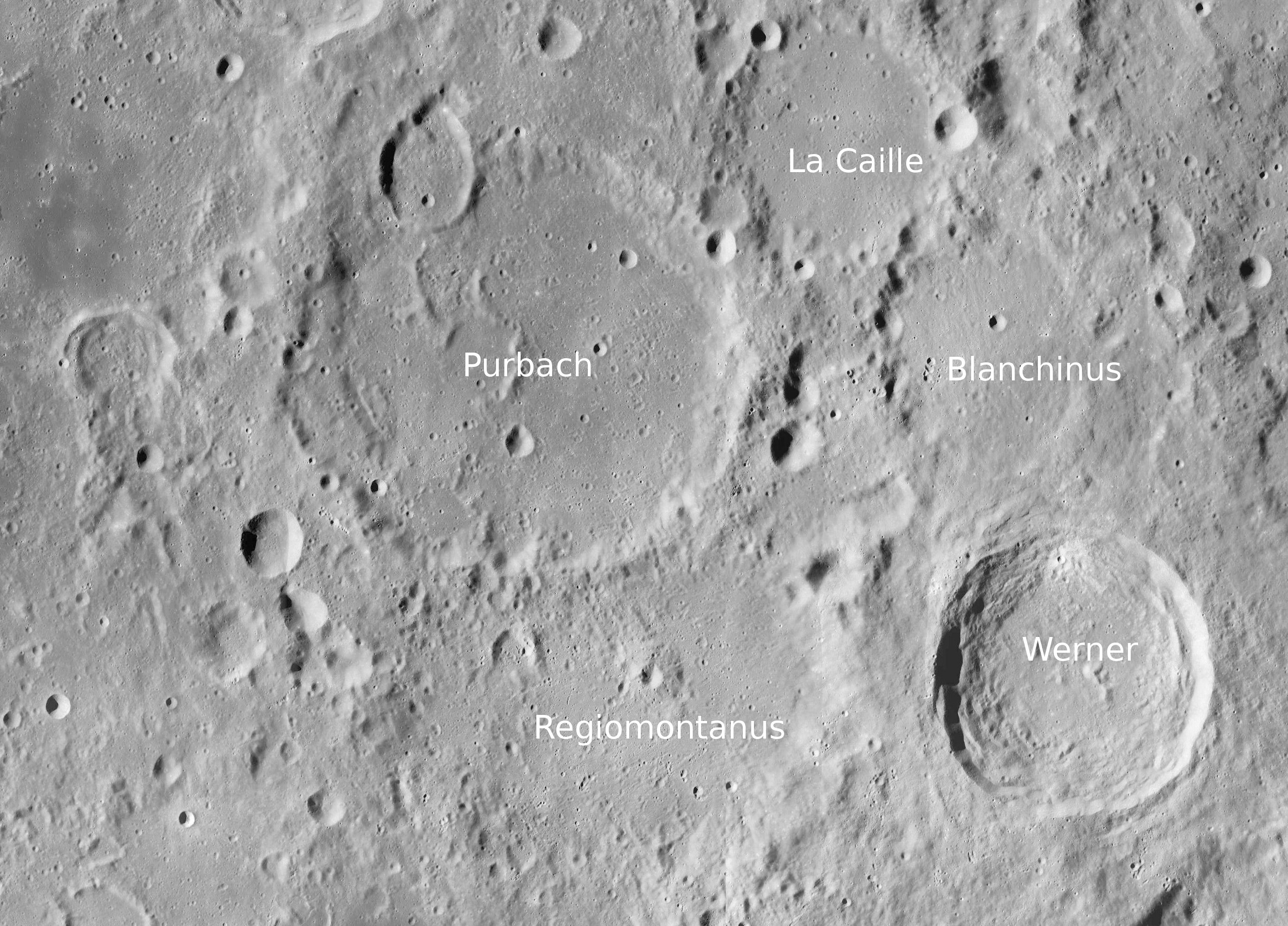
Fotografía de la misión Lunar Reconnaissance Orbiter

Por convención estos elementos son identificados en los mapas lunares poniendo la letra en el lado del punto medio del cráter que está más cerca de Blanchinus.
|            | \| Blanchinus \| Coordenadas \| Diámetro \| \| ---------- \| --------------------------- \| -------- \| \| B \| 25°12′S 1°36′E / -25.2, 1.6 \| 8 km \| \| D \| 25°00′S 4°12′E / -25.0, 4.2 \| 7 km \| \| K \| 24°48′S 5°06′E / -24.8, 5.1 \| 9 km \| \| M \| 25°12′S 2°36′E / -25.2, 2.6 \| 5 km \| |          |
| Blanchinus | Coordenadas | Diámetro |
| B          | 25°12′S 1°36′E / -25.2, 1.6 | 8 km     |
| D          | 25°00′S 4°12′E / -25.0, 4.2 | 7 km     |
| K          | 24°48′S 5°06′E / -24.8, 5.1 | 9 km     |
| M          | 25°12′S 2°36′E / -25.2, 2.6 | 5 km     |

## Referencias

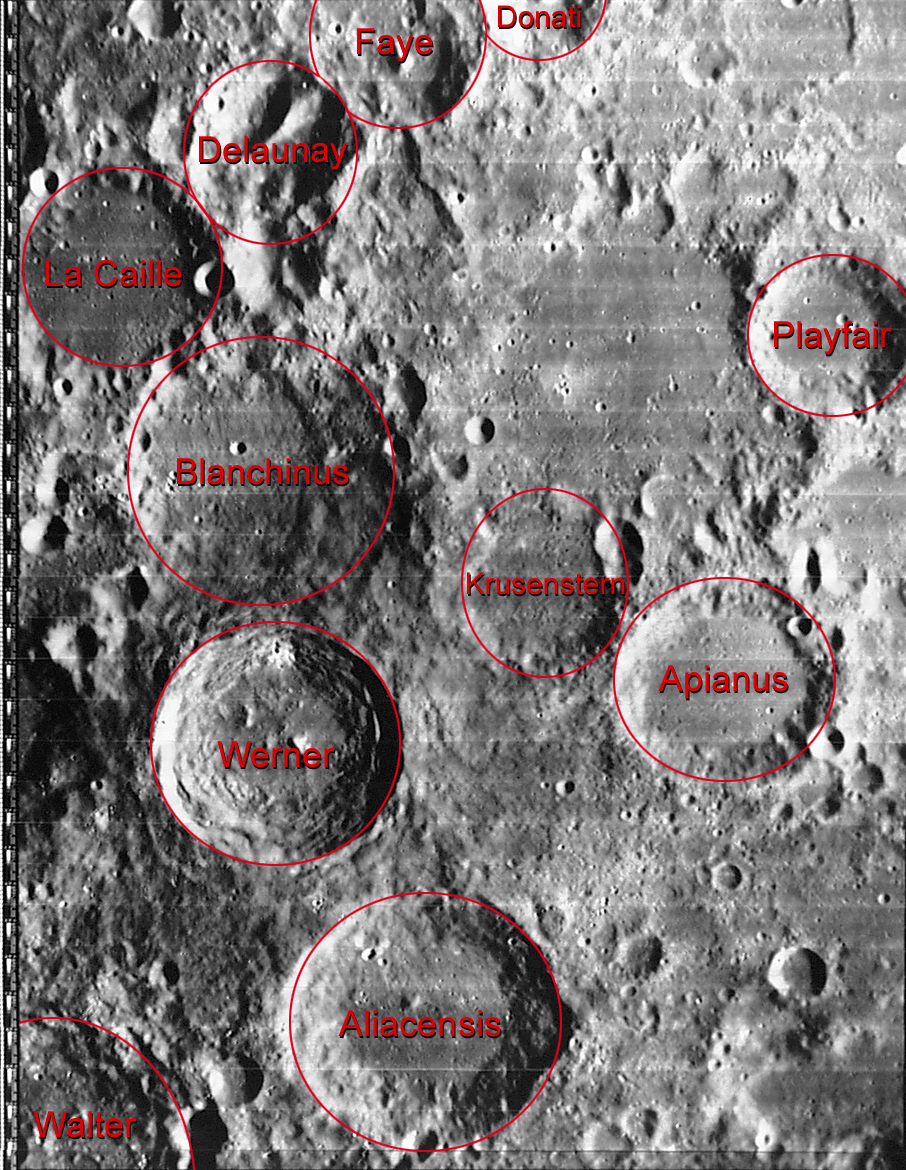
Entorno de Blanchinus